# Service-Club
Ein Service-Club (von englisch Service Club), im Deutschen auch Gesellschaftsclub oder Wohltätigkeitsclub, ist eine formal organisierte Gruppe von Menschen, die auf der Grundlage gemeinsamer Werte freundschaftliche Beziehungen innerhalb des Clubs pflegen und sich gleichzeitig gemeinsam für das Wohl anderer einsetzen; dieser Einsatz bezieht sich auf humanitäre, soziale, medizinische, kulturelle oder Bildungszwecke. Service-Clubs sind weder religiös noch politisch gebunden; sie sind nationalitätenübergreifend und unterstreichen Wert und Bedeutung internationaler Freundschaft.

## Struktur und Ziele
Die traditionellen Service-Clubs gibt es in vielen, die größten in fast allen Ländern der Welt. Die einzelnen Clubs gehören dabei jeweils einer Dachorganisation an, die gemeinsame Strukturen und Standards verwaltet und vermittelt, eine Plattform für internationale Begegnungen darstellt und ihrerseits größere, nicht von einzelnen Clubs zu tragende humanitäre Initiativen organisiert. Das einzelne Clubmitglied gehört dabei aber nie der internationalen Organisation an, sondern jeweils dem einzelnen lokalen Club.
Je nach Größe der einzelnen Organisation gibt es weitere Hierarchie-Ebenen zwischen dem einzelnen Club und dem jeweiligen Weltverband; oft gibt es sogenannte Distrikte, deren Größe oft zwischen der eines deutschen Bundeslandes und der mehrerer großer europäischer Staaten liegt; sie entsprechen aber nur selten den politischen oder administrativen Gebieten.
Wichtige Funktionen im Club – wie der Präsident – im Distrikt (der von einem Governor geleitet wird) oder im Dachverband – auch diesem sitzt ein Präsident vor – werden durch Wahl bestimmt, sind grundsätzlich ehrenamtlich und in der Dauer – meistens auf ein Jahr – begrenzt.
Die bekanntesten Service-Clubs sind die ursprünglich rein männlichen Clubs Rotary, Lions-Club und Kiwanis, die auch heute noch ausschließlich weiblichen Clubs Zonta, Soroptimist International und Ladies Circle, sowie Round Table mit ausschließlich männlichen Mitgliedern unter 40 Jahren.
Üblicherweise kann man sich nicht um die Mitgliedschaft in einem Service Club bewerben; jeder Club sucht sich, normalerweise innerhalb des Einzugsbereiches des Clubs, seine Mitglieder aus; das geht in den meisten Fällen vom Vorschlag eines Mitglieds aus; nur mit dem Einverständnis aller anderen Mitglieder kann der Kandidat dann tatsächlich in den Club eintreten. Voraussetzung für eine Mitgliedschaft ist einerseits die berufliche Tätigkeit: Der Club soll aus Vertretern möglichst vieler Berufe bestehen und dabei möglichst alle im Einzugsbereich wichtigen Berufssparten widerspiegeln; diese Streuung bietet jedem Clubmitglied interessante Gesprächspartner aus anderen Berufen. Andererseits werden persönliche Voraussetzungen genannt, insbesondere private und berufliche Ethik, Toleranz und Bereitschaft zu Mitwirkung und Dienst – Service – für den Nächsten. Ein besonders hohes Einkommen oder Vermögen, das größere Geldspenden gestattete, ist im Gegensatz zu einem verbreiteten Vorurteil kein Kriterium; bildungshöhere Schichten sind allerdings in den Clubs weit überdurchschnittlich vertreten.
Regelmäßige Treffen – bei Rotary einmal pro Woche, bei einigen Service Clubs auch seltener – sollen die als wesentliches Element des Clublebens betrachtete Freundschaft der Mitglieder untereinander begünstigen; sie sind außerdem Gelegenheit für kulturelle Aktivitäten; dabei handelt es sich oft um Vorträge von Mitgliedern, aber auch von externen Vortragenden. Bei den in vielen Fällen als gemeinsames Essen veranstalteten Treffen werden auch den Club betreffende Fragen sowie insbesondere die Service-Aktionen des Clubs besprochen. Die Teilnahme an den Treffen ist grundsätzlich verbindlich; sie wird je nach Club mehr oder weniger kontrolliert und angemahnt. Zumindest theoretisch ist eine Entlassung aus der Mitgliedschaft wegen zu geringer Teilnahme möglich.
Service-Aktionen gehen in den meisten Fällen vom einzelnen Club aus; größere Aktionen werden auch im Distrikt oder sogar durch den Weltverband getragen. Neben humanitärer und medizinischer Hilfe in armen Ländern werden auch gemeinnützige soziale, kulturelle sowie erzieherische und aufklärende Aktionen im eigenen Land, oft in der eigenen Stadt verwirklicht. Die Leistungen des Service-Clubs reichen dabei von der Grundidee über die Organisationstätigkeit, das Sammeln finanzieller Mittel innerhalb des Clubs und das Einwerben von Mitteln von Dritten, insbesondere von Firmen und Unternehmern (Fundraising) – wobei der gute Ruf eines Service-Clubs oft für die Spendenbereitschaft entscheidend ist – bis hin zur praktischen Arbeit, auch und insbesondere von beruflich kompetenten Mitgliedern wie Ärzten oder Ingenieuren. Bekannte Beispiele sind Brunnenbauten und Impfaktionen in Entwicklungsländern. Oft nur lokal bekannt werden soziale Projekte für Kinder und Jugendliche oder die Rettung historischer Bauten oder sonstiger Kunstwerke.

## Geschichte
Die Geschichte der Service-Clubs beginnt am 23. Februar 1905 in Chicago. Der junge Rechtsanwalt Paul Percy Harris hielt mit drei Freunden das erste Treffen der Vereinigung ab, die wenig später Rotary Club genannt wurde; zu den beabsichtigten sozialen Kontakten unter Menschen aus verschiedenen Berufen kam wenig später der nach außen gerichtete gemeinnützige Zweck. Innerhalb weniger Jahre entstanden Rotary Clubs in weiteren Städten der USA und in anderen Ländern. Das Ideal des Service, des Dienstes an der Community, soll Harris unter anderem von der Frauenbewegung angehörenden Vereinen der zweiten Hälfte des 19. Jahrhunderts übernommen haben.
Um 1920 wurden dann weitere Service-Clubs gegründet.

## Die bekanntesten Service-Clubs
- Rotary International (gegründet 1905, 1,2 Millionen Mitglieder)
- Kiwanis International (gegründet 1915, 550.000 Mitglieder)
- Civitan International (gegründet 1917, 50.000 Mitglieder)
- Lions Club International (gegründet 1917, 1,43 Millionen Mitglieder)
- Zonta International (gegründet 1919, 33.000 Mitglieder)
- Soroptimist International (gegründet 1921, 93.000 Mitglieder)
- International Inner Wheel (gegründet 1924, 100.000 Mitglieder)
- Round Table International (gegründet 1927, 100.000 Mitglieder)
- Ladies’ Circle (gegründet 1930, 13.000 Mitglieder)
- Ambassador Club International (gegründet 1956, 4200 Mitglieder)
- FiftyOne International (gegründet 1966, erster auf dem europäischen Kontinent gegründeter Service-Club)

Den ersten Inner-Wheel-Club gründeten 1924 Ehefrauen von Rotariern in England, er war damals kein typischer Service-Club; seit 2012 nehmen Inner Wheel Clubs auch Mitglieder ohne Bezug zu Rotary auf. Eine enge Zusammenarbeit mit Rotary besteht weiterhin.
Ähnlich entstand 1945 Ladies’ Circle durch Ehefrauen von Round-Table-Mitgliedern; 17.500 Frauen weltweit bilden heute Ladies Circle International, der weiter eng mit Round Table zusammenwirkt.

## Jugendorganisationen
Insbesondere die großen Clubs Rotary, Lions und Kiwanis haben mittlerweile eigenständige Jugendclubs entwickelt. Zur rotarischen Familie gehören dabei Interact für Jugendliche zwischen 14 und etwa 18 Jahren und Rotaract (18–30 Jahre); zum Lions-Club gehört die Jugendorganisation Leo Club und zum Kiwanis-Club die Jugendorganisation Kiwanis-Junior-Club.
Es besteht zwar ein regulärer Austausch zwischen den Patenclubs und den von ihnen betreuten Jugendclubs; diese sind aber weitgehend eigenständig organisiert. Die Zusammengehörigkeit wird empfunden und unterstrichen; es gibt aber keinen „automatischen“ Übergang beispielsweise aus dem Rotaract in einen Rotary Club.
Naturgemäß erreicht das Spendenaufkommen in den Jugendorganisationen nicht die Dimensionen der „erwachsenen“ Clubs; in vielen Fällen sind die Jugendclubs aber primär selbst aktiv. So unterhalten sie enge Beziehungen zu Seniorenheimen, Kindertagesstätten, Hilfezentren oder sonstigen sozialen Einrichtungen und unterstützen diese regelmäßig bei Aktionen und in der Betreuung.
Wie auch die eigentlichen Service-Clubs laden auch die Nachwuchs-Clubs Gäste dazu ein, sich die Vorträge anzuhören, sich an sozialen Aktionen zu beteiligen und insbesondere das Klima und die Mitglieder des Clubs kennenzulernen. In manchen Fällen kann daraus eine Mitgliedschaft entstehen.

## Kritik
Trotz des gemeinnützigen Anspruchs können Serviceclubs durch die restriktiv-akklamative Zugangsregelung, die enge Verbundenheit der Mitglieder und den implizit elitären Anspruch auf Außenstehende abgeschottet wirken. Von einem Beratungsinstitut für junge Akademiker wurden die Service-Clubs unter anderem als Netzwerke zum gegenseitigen Nutzen in ihrer reinsten Form beschrieben.